# 地獄のロックファイアー
『地獄のロックファイアー』（Rock and Roll Over）は、1976年にキッスが発売した5枚目のスタジオ・アルバムである。

## 解説
ボブ・エズリンがプロデュースした前作『地獄の軍団』で新境地を開拓したキッスが、それ以前に発表したアルバムで披露した自分達の原点とも呼ばれるべきワイルドなロックンロールに立ち返って制作した作品。出世作となった2枚組アルバム『地獄の狂獣 キッス・ライヴ』（1975年）をプロデュースしたエディ・クレイマーを再度起用した。
レコーディングは1976年9月、スタジオではなくニューヨークのスター・シアターを借り切って行われた。前作とは異なり、参加したミュージシャンはメンバー4人だけだった。
本作には第1期メーク時代の代表曲に挙げられる曲が多く含まれている。『地獄の軍団』から次作『ラヴ・ガン』（1977年）までの収録曲のライブ演奏を収録した『アライヴ2』（1977年）には、本作の全収録曲の半分に相当する5曲が選ばれた。オリジナルLPには、アルバム・ジャケットのイラストをそのまま使用したステッカーが付属していた。
ビルボード・アルバム・チャート11位を記録。ダブル・プラチナ・ディスクを獲得した。ポール・スタンレー作のアコースティック・ギターによるバラード「ハード・ラック・ウーマン」は、『地獄の軍団』からシングル・カットされて大ヒットした「ベス」に続くピーター・クリスのリード・ヴォーカルで、シングル・カットされ全米15位まで上昇した。

## 収録曲
1. いかすぜあの娘 - "I Want You" (ポール・スタンレー) [3:04]
リードヴォーカルはスタンレー。最初のギターソロはスタンレー、二回目のギターソロはエース・フレーリーによる。
『アライヴ2』の選曲。静かで優しげな弾き語りから激しく転調する。
2. 燃える欲望 - "Take Me" (スタンレー、ショーン・デラニー) [2:56]
リードヴォーカルはスタンレー。
『アライヴ2』の選曲からは外れたが、1996年に発表されたライヴ・テイク集"You Wanted the Best You Got the Best"に収録。
3. 悪魔のドクター・ラヴ - "Calling Dr. Love" (ジーン・シモンズ) [3:44]
リードヴォーカルはシモンズ。
『アライヴ2』の選曲。ヘヴィメタル期、再結成メーク期を通じて演奏された[注釈 4]ヘヴィ・ロックンロール[2]。「雷神」とならぶシモンズの代名詞。
4. 熱きレディズ・ルーム - "Ladies Room" (シモンズ) [3:27]
リードヴォーカルはシモンズ。
『アライヴ2』の選曲。
5. 激烈! ベイビー・ドライヴァー - "Baby Driver" (ピーター・クリス、スタン・ペンリッジ) [3:40]
リードヴォーカルはクリス。
弱起から始まるのが特徴のロック・ナンバー。
6. 愛の絶叫 - "Love 'Em and Leave 'Em" (シモンズ) [3:46]
リードヴォーカルはシモンズ。
プロモーション・ビデオが撮影された。
7. 情炎! ミスター・スピード - "Mr. Speed" (スタンレー、デラニー) [3:18]
リードヴォーカルはスタンレー。
8. 悪夢の出来事 - "See You in Your Dreams" (シモンズ) [2:34]
リードヴォーカルはシモンズ。
シモンズが初のソロ・アルバム（1978年）で、リック・ニールセンをゲストに迎えてカヴァー。
9. ハード・ラック・ウーマン - "Hard Luck Woman" (スタンレー) [3:34]
リードヴォーカルはクリス。
スタンレーがロッド・スチュワートに歌ってもらおうと作った曲。
10. 果てしなきロック・ファイヤー - "Makin' Love" (スタンレー、デラニー) [3:01]
リードヴォーカルはスタンレー。
『アライヴ2』の選曲。

## 日本公演
本作発表後のツアーの一環として、翌1977年3月に初の日本公演が実現した。3月24日から4月4日まで、大阪、京都、名古屋、福岡、東京で10公演が開かれた。4月2日に日本武道館で昼と夜の2回行なわれた東京公演の模様はNHKによって録画され、夜の部を編集した映像が同年5月7日に総合テレビジョンの音楽番組『ヤング・ミュージック・ショー』で放映された。
4月2日の公演の演奏曲目は下記の通りである。
1. デトロイト・ロック・シティ（Detroit Rock City）
2. 燃える欲情（Take Me）
3. レット・ミー・ゴー・ロックン・ロール（Let Me Go Rock 'N' Roll）
4. 熱きレディス・ルーム（Ladies Room）
5. ファイヤー・ハウス（Firehouse）
6. 果てしなきロックファイアー（Makin' Love）
7. いかすぜあの娘（I Want You）
8. コールド・ジン（Cold Gin）
9. ドゥ・ユー・ラヴ・ミー（Do You Love Me）
10. ナッシング・トゥ・ルーズ（Nothin' To Lose）
11. 雷神（God Of Thunder）
12. ロックン・ロール・オール・ナイト（Rock And Roll All Nite）
13. 狂気の叫び（Shout It Out Loud）
14. ベス（Beth）
15. ブラック・ダイヤモンド（Black Diamond）

※13以後はアンコール。
※下線は『ヤング・ミュージック・ショー』で放映された曲を示す。
後日、「ミュージック・ライフ」などの音楽雑誌にアルバム『ロックン・ロール・パーティー・イン・トーキョー』の発売予告が掲載された。しかし同アルバムは2024年12月現在に至るまで未発表である。
2006年に発表された編集DVD"Kissology: The Ultimate Kiss Collection Vol. 1 1974-1977"に、"Budokan Hall, Tokyo, Japan 4/2/77"が収録された。